# Vonovia Ruhrstadion
La Vonovia Ruhrstadion (autrefois RewirpowerSTADION) est un stade de football situé à Bochum dans le Land de Rhénanie-du-Nord-Westphalie en Allemagne.
C'est le domicile du VfL Bochum. Le stadion a une capacité de 29 299 places couvertes dont 16 174 places assises et 13 125 places debout. Le stade est situé au nord de la ville dans la Castroper Straße (la rue de Castrop). Le VfL et ses clubs prédécesseurs utilisent ce terrain de jeu depuis 1911. En conséquence, le VfL Bochum possède l'un des stades les plus traditionnels de la Bundesliga.

## Histoire
Jusqu'aux années 1970, le nom officiel de stade était Stadion an der Castroper Straße (stade de la rue de Castrop). Le stade est reconstruit complètement entre 1976 et 1979. Le match d'ouverture du Ruhrstadion dans sa forme actuelle est disputé le 21 juillet 1979 entre le VfL Bochum et Wattenscheid 09, le rival local de Bochum-Ouest.
Le Ruhrstadion a également accueilli quelques matchs internationaux.
Depuis la saison 2006-2007, le nom officiel du stade a changé à la suite d'un contrat publicitaire : le stade s'appelle maintenant Rewirpowerstadion. Depuis la saison 2016-2017, le nom officiel du stade a changé à la suite d'un contrat publicitaire : le stade s'appelle maintenant Vonovia Ruhrstadion.

## Événements
- Coupe du monde de football féminin des moins de 20 ans 2010
- Coupe du monde de football féminin 2011

## Galerie

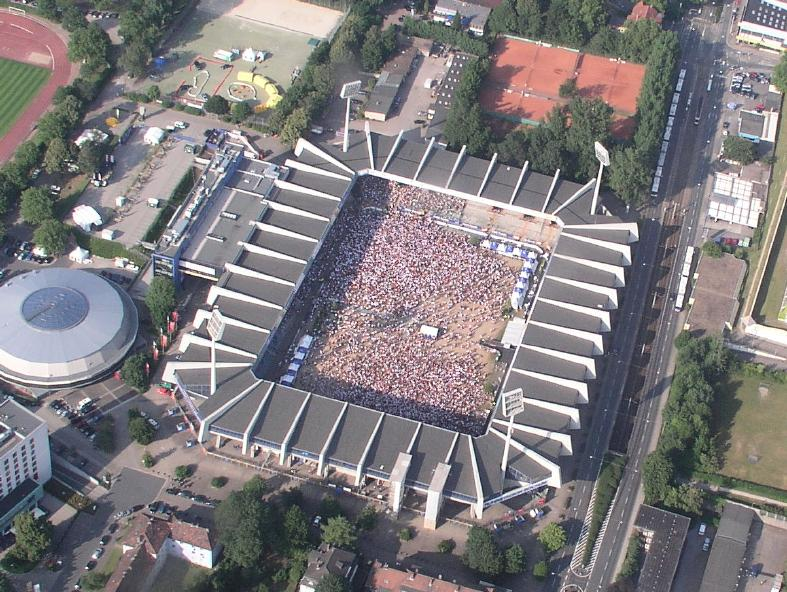